# 노래의 날개 위에 (라디오 프로그램)
노래의 날개 위에는 KBS 클래식FM(수도권 기준 FM 93.1MHz)에서 방송되는 성악곡 전문 라디오 프로그램이다. 1991년 첫방송을 시작으로 2001년 11월 4일에 방송 10주년을 맞이했고, 2003년 11월 4일에 방송 12주년을 맞이했고, 2006년 11월 4일에 방송 15주년을 맞이했고, 2011년 11월 4일에 방송 20주년을 맞이했으나, 2021년 11월 4일에 방송 30주년을 맞이했다.

## 제작진
- 작가: 윤석미
- 연출: 정유라

## 방송 시간
- 본방송 : 매일 오후 4시 ~ 저녁 5시
- 재방송 : 월요일 ~ 토요일 밤 12시 ~ 새벽 1시

## DJ
- 이금희 前 아나운서 (1991~1993)
- 김세원 성우 (1994)
- 변순복 前 아나운서 (1995.10.09.~1998.10.25.)
- 최영미 前 아나운서 (1998.10.26.~2000.12.31.)
- 김세원 성우 (2001.01.01.~2004.10.17.)
- 김윤지 前 아나운서 (2007.01.01.~2009.10.25.)
- 위서현 前 아나운서 (2009.10.26.~2011.01.02.)
- 김승휘 아나운서 (2015.01.05.~2016.05.01.)
- 정세진 前 아나운서 (2004.10.18.~2006.12.31., 2011.01.03.~2015.01.04., 2016.05.02.~2022.05.29.)
- 홍소연 아나운서 (2022.05.30~ )

## 코너

### 매일 코너
- An die Musik - 클래식 천일야화

## 지역 방송국 프로그램
| 방송국                                 | 방송 권역           | 프로그램                  | 방송 시간                     | 진행자 |
| -------------------------------------- | ------------------- | ------------------------- | ----------------------------- | ------ |
| KBS 춘천 1FM KBS 강릉 1FM KBS 원주 1FM | 강원특별자치도      | 음악이 흐르는 오후        | 매주 평일 오후 4시 ~ 저녁 5시 | 정은숙 |
| KBS 청주 1FM                           | 충청북도            | 음악이 있는 곳에          | 매주 평일 오후 4시 ~ 저녁 5시 | 양문석 |
| KBS 대구 1FM                           | 대구광역시 경상북도 | 아름다운 오후, 네시입니다 | 매주 평일 오후 4시 ~ 저녁 5시 | 진유현 |

## 같이 보기
- 성악곡
- 미스터 라디오 (KBS 쿨FM)